# Club Sportivo Audace Roma
Il Club Sportivo Audace Roma è una polisportiva di Roma istituita il 15 ottobre 1901, in seguito ad un accordo tra l'Audace Club Podistico (società nata nel settembre 1900) ed un ristretto gruppo distaccatosi dalla Società Ginnastica Forza e Coraggio.
Gli "audaciani", inizialmente guidati dal presidente Aurelio Cappabianca e da Bruto Seghettini, già fondatore dell'Audace Club Podistico nonché divulgatore del gioco del football nella Capitale, si fusero con l'Esperia Roma nel 1912 dando vita alla Società Polisportiva Audace-Esperia. Il club trovò sede in un ampio locale a Corso Umberto I, ma presto si trasferì al Velodromo Roma al Salario. I colori erano il bianco e il rosso, con lo scudo sormontato dall'insegna della Lupa Capitolina. La polisportiva, tuttora esistente con il nome di A.S. Audace, nel 2001 ha festeggiato i cento anni di vita. Attualmente si occupa prevalentemente di pugilato e arti marziali (Judo ed Aikido)

## La sezione calcio

La fusione dell'AS Roma.

L'Audace iniziò la pratica del football nel 1902 quando Seghettini e Golini organizzarono, a Piazza d'Armi, una partitella a ranghi misti con i podisti della Lazio. Dall'estate 1903, con l'apertura al pubblico di Villa Borghese, ulteriori aree vennero individuate in Piazza di Siena, Parco dei Daini, nel Galoppatoio e nel Prato della Cavallerizza, quest'ultimo fu il punto di riferimento per i calciatori audaciani. L'attività venne interrotta nel 1905 per poi essere ripresa nel 1911-12 quando la sezione calcio dell'Audace si fonde con il Football Club Esperia.
Nella stagione 1911-12 l'Audace Esperia prese parte al campionato romano di III Categoria arrivando seconda dietro solo alla Lazio. Dal 1912-13 al 1921-22 prese parte al campionato di massima serie. Nel 1914 riassunse l'originaria denominazione di Audace e partecipò, vincendo, il Torneo della Croce Rossa Italiana del 1915. In questo periodo il piazzamento migliore della squadra fu il secondo posto nelle semifinali interregionali del Sud Italia nella stagione 1919-20.
Al termine della stagione 1921-22 però la squadra retrocesse in Seconda Divisione dove restò per due anni. Ritornò in Massima Serie nel 1924-25 ma al termine della stagione 1925-26 si fuse con l'Alba Roma dando vita alla S.S. Alba Audace che nel 1926-27 partecipò al Campionato Divisione Nazionale.

### Cronistoria
| Stagione | Serie              | Pos | G  | V | N | P | GF | GS | Pt |
| 1911-12  | III Cat.           | 2°  | 10 | 8 | 0 | 2 | 33 | 17 | 16 |
| 1912-13  | I Cat. Gir. Laz.   | 3°  | 10 | 6 | 1 | 3 | 27 | 22 | 13 |
| 1913-14  | I Cat. Gir. Laz.   | 4°  | 10 | 3 | 0 | 7 | 9  | 29 | 6  |
| 1914-15  | I Cat. Gir. Laz.   | 3°  | 10 | 5 | 1 | 4 | 25 | 18 | 11 |
| 1919-20  | I Cat. Gir. Laz.   | 2°  | 12 | 6 | 4 | 2 | 20 | 11 | 16 |
| 1919-20  | I Cat. Sem. Int. B | 2°  | 4  | 2 | 0 | 2 | 7  | 5  | 4  |
| 1920-21  | I Cat. Gir. Laz.   | 7°  | 14 | 5 | 1 | 8 | 30 | 34 | 11 |
| 1921-22  | I Div. Gir. Laz.   | 6°  | 17 | 4 | 4 | 9 | 33 | 44 | 12 |
| 1922-23  | II Div. Gir. Laz.  | 2°  | 10 | 8 | 0 | 2 | 26 | 9  | 16 |
| 1923-24  | II Div. Gir. Laz.  | 1°  | 10 | 9 | 0 | 1 | 39 | 11 | 18 |
| 1924-25  | I Div. Gir. Laz.   | 4°  | 8  | 2 | 1 | 5 | 16 | 26 | 5  |
| 1925-26  | I Div. Gir. Laz.   | 4°  | 10 | 3 | 1 | 6 | 27 | 42 | 7  |

Pos = Posizione di classifica; G = Partite giocate; V = Partite vinte; N = Partite pareggiate; P = Partite perse; GF = Gol fatti; GS = Gol subiti; Pt = Punti